# Silvia Collas
Pour les articles homonymes, voir Collas.
Silvia Collas ou Sivia Alexieva ou Aleksieva-Collas est une joueuse d'échecs bulgare puis française née le 4 mai 1974 à Sofia. Elle a le titre de grand maître international féminin depuis 1998  et le titre de maître international (mixte) depuis 2005.
Au 1er juillet 2015, Silvia Collas est la cinquième joueuse française avec un classement Elo de 2 322.

## Compétitions par équipe
Silvia Collas a représenté la Bulgarie lors de cinq olympiades  (de 1994 à 2002) et la France lors de cinq olympiades (en 2004 et de 2008 à 2014), remportant la médaille de bronze individuelle au quatrième échiquier de l'équipe de France en 2012 ainsi que lors de quatre championnats d'Europe (de 2007 à 2013) du Championnat du monde d'échecs par équipe féminin en 2013.

## Championne de France
Silvia Collas a remporté le championnat de France d'échecs féminin en 2007.